# Kalin Lucas
Kalin Jay Lucas (ur. 24 maja 1989 w Sterling Heights) – amerykański koszykarz, występujący na pozycji rozgrywającego.
W 2007 wystąpił w meczu gwiazd amerykańskich szkół średnich Jordan Classic.

## Osiągnięcia
Stan na 7 sierpnia 2019, na podstawie, o ile nie zaznaczono inaczej.
NCAA
- Wicemistrz NCAA (2009)
- Uczestnik rozgrywek:
  - NCAA Final Four (2009, 2010)
  - Sweet 16 turnieju NCAA (2008–2010)
  - NCAA (2008–2011)
- Mistrz sezonu regularnego konferencji Big 10 (2009, 2010)
- Koszykarz roku konferencji Big 10 (2009)[3]
- Zaliczony do:
  - I składu:
    - Big Ten (2009, 2010)
    - turnieju:
      - Big Ten (2011)
      - Legends Classic (2010)
      - Maui Invitational (2011)

    - NCAA Final Four (2009 przez Associated Press)[4]

  - II składu Big Ten (2011)
  - składu All-Big Ten Honorable Mention (2008)

Drużynowe
- Wicemistrz Turcji (2013)
- Brąz mistrzostw Izraela (2018)
- 4. miejsce podczas mistrzostw Turcji (2012)
- Finalista pucharu Turcji (2012)

Indywidualne
- Zaliczony do:
  - II składu turnieju NBA D-League Showcase (2019)
  - III składu G-League (2019)[5]